# Rose Pettigrew
Rose Amy Pettigrew, generalmente conocida como Rose  Pettigrew (Portsmouth, Reino Unido, 25 de febrero de 1872—1958), fue una cotizada modelo británica, hermana de las también modelos Hetty y Lily Pettigrew.

## Datos biográficos
Rose fue una de los doce hijos (nueve varones y tres mujeres) de William Joseph Pettigrew, cortador de corcho, y Harriet Davis, que ayudaba a la casa con trabajos de costurera.
Hacia 1882, tras el repentino fallecimiento de su padre, con diez años, marchó a Londres con su madre y sus dos hermanas mayores, donde se introdujeron en el mundo artístico, llegando a ser modelos de pintores como James McNeill Whistler (Beatrice Godwin, su esposa, trató de adoptarla), William Holman Hunt, John Everett Millais (quien las describe como «tres gitanillas»), Theodore Roussel, John William Godward, Philip Wilson Steer (de quien, al parecer, se enamoró, sin mayor trascendencia) y otros.

Nos pusimos de moda entre los artistas. Muchos hasta intentaban sobornarnos para lograr que posáramos para ellos; pero éramos demasiado orgullosas para caer en esa clase de argucias. Rara era la exposición en que no había algún retrato de «las bellas señoritas Pettigrew», como nos llamaban. Nunca posamos por menos de media guinea al día, lo que, en aquellos tiempos de estrecheces, era mucho dinero.

Rose Pettigrew.

Cuando contrajo matrimonio con Harry Waldo Warner (1875-1945; compositor, concertista de viola y uno de los fundadores del Cuarteto de Cuerda de Londres) el 6 de julio de 1896, se retiró de modelo. Hacia 1947, escribió sus memorias (Memoirs), que fueron publicadas póstumamente.

## Obras en las que aparece (relación incompleta)
| Obra | Título                                    | Autor                    | Fecha        | Técnica                                            | Dimensiones      | Localización                                   | Observaciones                                                                                    |
| ---- | ----------------------------------------- | ------------------------ | ------------ | -------------------------------------------------- | ---------------- | ---------------------------------------------- | ------------------------------------------------------------------------------------------------ |
|      | An Idyll of 1745                          | John Everett Millais     | 1884         | Óleo sobre lienzo                                  | 140 x 191 cm     | Lady Lever Art Gallery, Liverpool              | A la derecha de la escena, aparecen las tres hermanas.                                           |
|      | Rose Pettigrew                            | William Sickert          | 1884         | Aguafuerte                                         |                  |                                                |                                                                                                  |
|      | Rose                                      | Charles le Puy           |              | Óleo sobre lienzo                                  |                  | Col. particular                                |                                                                                                  |
|      | Miss Pettigrew                            | Augustus John            |              | Óleo sobre lienzo                                  |                  | Galería Nacional de Sudáfrica, Ciudad del Cabo |                                                                                                  |
|      | Rose Pettigrew                            | Augustus John            |              | Óleo sobre lienzo                                  |                  | Col. particular                                |                                                                                                  |
|      | Gypsy Baby                                | James McNeill Whistler   | c. 1885-1888 | Aguafuerte                                         | 9,9 x 6,6 cm     | Freer Gallery of Art, Washington D. C.         |                                                                                                  |
|      | Woman in an Armchair Reading a Book       | Beatrice Godwin Whistler | 1886-1892    | Óleo sobre tabla                                   | 28 x 24,8 cm     | Hunterian Museum and Art Gallery, Glasgow      |                                                                                                  |
|      | Baby Pettigrew                            | James McNeill Whistler   | 1887         | Aguafuerte                                         | 13,4 x 9,7 cm    | Instituto de Arte de Chicago                   |                                                                                                  |
|      | Nude Figure Reclining                     | James McNeill Whistler   | 1887-1892    | Aguafuerte                                         |                  |                                                |                                                                                                  |
|      | The Sprigged Frock                        | Philip Wilson Steer      | 1888         | Pintura al pastel                                  |                  | Galería William Morris, Walthamstow            |                                                                                                  |
|      | Rose Pettigrew Reading                    | Beatrice Godwin Whistler | 1888-1893    | Tinta china sobre papel verjurado blanco           | 8,8 x 4,9 cm     | Hunterian Museum and Art Gallery, Glasgow      |                                                                                                  |
|      | Rose Pettigrew Reading                    | Beatrice Godwin Whistler | 1888-1893    | Tinta marrón sobre papel                           | 8,5 x 5,2 cm     | Hunterian Museum and Art Gallery, Glasgow      |                                                                                                  |
|      | Rose Pettigrew Reading                    | Beatrice Godwin Whistler | 1888-1893    | Tinta marrón sobre papel                           | 10,9 x 6,6 cm    | Hunterian Museum and Art Gallery, Glasgow      |                                                                                                  |
|      | Pretty Rosie Pettigrew                    | Philip Wilson Steer      | c. 1889      | Óleo sobre lienzo                                  |                  |                                                |                                                                                                  |
|      | Girl on a Sοfa The Sοfa                   | Philip Wilson Steer      | c. 1889      | Óleo sobre lienzo                                  |                  | Tatham Art Gallery, Pietermaritzburg           |                                                                                                  |
|      | Rose Pettigrew Holding a Baby             | James McNeill Whistler   | c. 1890      | Carboncillo y pintura al pastel sobre papel marrón | 27,9 x 17,9 cm   | Hunterian Museum and Art Gallery, Glasgow      |                                                                                                  |
|      | Rose Pettigrew Embraced by a Baby         | James McNeill Whistler   | c. 1890      | Pintura al pastel sobre papel marrón               | 27,9 x 18,1 cm   | Hunterian Museum and Art Gallery, Glasgow      |                                                                                                  |
|      | Peach Blossom                             | Beatrice Godwin Whistler | c. 1890-1894 | Óleo sobre tabla                                   | 23,7 x 13,8 cm   | National Gallery of Art, Washington D. C.      |                                                                                                  |
|      | Venus y Cupido                            | James McNeill Whistler   | 1890-1894    | Acuarela                                           | 26,6 x 18,1 cm   | Freer Gallery of Art, Washington D. C.         | Dibujo de 1901.                                                                                  |
|      | Girl in a Blue Dress The Blue Dress       | Philip Wilson Steer      | c. 1891      | Óleo sobre tabla                                   | 27,3 x 21 cm     | Tate Gallery, Londres                          | Existe otra versión, de 1892, conservada en la actualidad en el Fitzwilliam Museum de Cambridge. |
|      | Portrait of Miss Rose Pettigrew           | Philip Wilson Steer      | 1892         | Óleo sobre tabla                                   | 21 x 27 cm       |                                                | Firmado: P W Steer 92                                                                            |
|      | Rosie and Lily Pettigrew                  | Philip Wilson Steer      | 1893         | Óleo sobre lienzo                                  |                  | Col. particular                                |                                                                                                  |
|      | Model Seated Before a Mirror              | Philip Wilson Steer      | 1894         | Óleo sobre lienzo                                  |                  | Tate Gallery, Londres                          |                                                                                                  |
|      | Self Portrait with Model (Rose Pettigrew) | Philip Wilson Steer      | 1894         | Óleo sobre lienzo                                  | 61 x 30,5 cm     |                                                |                                                                                                  |
|      | Flesh Colour and Silver The Card Players  | James McNeill Whistler   | c. 1895      | Óleo sobre lienzo                                  |                  | Hunterian Museum and Art Gallery, Glasgow      | Versión de 1898, aprox. Esta vez, las modelos fueron las hermanas Eva y Gladys Carrington.       |
|      | The Japanese Gown                         | Philip Wilson Steer      | 1896         | Óleo sobre lienzo                                  | 127,5 × 102,2 cm | National Gallery of Victoria, Melbourne        | Firmado: Philip Wilson Steer 1896                                                                |